# Itanhaém
Itanhaém é um município brasileiro no litoral do estado de São Paulo, na Região Metropolitana da Baixada Santista, sendo a segunda cidade mais antiga do Brasil, após São Vicente, também no litoral paulista.
A sua população em 2022 era de 112 476 habitantes e a área é de 601,711 km², o que resulta numa densidade demográfica de 186,93 hab./km². Durante a época de temporada, entre os meses de dezembro e fevereiro, sua população (habitantes e turistas) pode passar de 300 mil pessoas, devido à alta concentração de turistas.
Itanhaém é um dos 15 municípios paulistas considerados estâncias balneárias pelo Estado de São Paulo, por cumprirem determinados pré-requisitos definidos por lei estadual. Tal status garante a esses municípios uma verba maior por parte do estado para a promoção do turismo regional. Também, o município adquire o direito de agregar junto ao seu nome o título de "estância balneária", termo pelo qual passa a ser designado tanto pelo expediente municipal oficial quanto pelas referências estaduais.

## Topônimo
O nome do município é incerto, com inúmeras  possibilidades oriundas do tupi antigo. A primeira significa "pranto de pedra" ou "pedra que chora", originário da composição genitiva: itá "pedra" e nha-em "pranto". A segunda possibilidade,  é que "Itanhaém" signifique "pedra sonora" ou "pedra que canta" em alusão as águas que batiam nas pedras, e ecoava sons, através da composição de itá, "pedra", com nhe'eng (verbo), "que fala, ou que canta".

## História

### Fundação e primeiros tempos
Segundo historiadores reconhecidos, como Paulino de Almeida, Pedro Taques e frei Vicente do Salvador, a povoação que deu origem ao município de Itanhaém foi fundada em 22 de abril de 1532 por Martim Afonso de Sousa, à margem oriental da foz do Rio Itanhaém, sob os pés do Morro do Itaguaçu sendo, portanto, o segundo núcleo populacional criado pelos colonizadores portugueses no território brasileiro, depois da vizinha São Vicente, também fundada por Martim Afonso. Outras teorias, menos comprovadas e aceitas, afirmam que Itanhaém viria a ser fundada em 1549 pelo espanhol João Rodrigues e português Antônio Soares, ou ainda por Pedro Namorado. Frei Gaspar da Madre de Deus não teria achado nenhuma povoação ao redor da foz do Rio Itanhaém em 1555.
A despeito das teorias sobre a fundação de Itanhaém, um fato é que a cidade surgiu aos pés do Convento de Nossa Senhora da Conceição, estrategicamente construído no alto do Morro do Itaguaçu. Tal localização visava o refúgio e a defesa dos moradores no Convento, em caso de ataque de indígenas inimigos.
Em 1549, os jesuítas chegaram à Capitania de São Vicente, para a catequização dos indígenas. Destaca-se, em Itanhaém, no século XVI, o nome dos padres Leonardo Nunes (conhecido como “Abarebebê”), fundador do aldeamento indígena que daria origem à vizinha Peruíbe, e José de Anchieta, hoje santo.
Em abril de 1561, Itanhaém foi elevada à categoria de vila, com o nome “Vila de Nossa Senhora da Conceição de Itanhaém”, pelo capitão-mor Francisco de Morais. Em 1563, o famoso navegante alemão Hans Staden naufragou em alto-mar, tendo nadado para a vila de Itanhaém e, daí, partido para o litoral norte paulista.

### Capitania
Devido às disputas entre os herdeiros de Martim Afonso de Sousa, em fevereiro de 1624, foi criada, a partir de uma divisão da Capitania de São Vicente, a Capitania de Nossa Senhora da Conceição de Itanhaém, sediada na vila de mesmo nome e tendo como primeira donatária a Condessa de Vimieiro, neta do fundador de São Vicente e Itanhaém. Em sua máxima extensão, a Capitania teria um território que iria desde Cabo Frio até a Ilha do Mel, passando pelo Vale do Paraíba e partes de Minas Gerais. A capitania de Itanhaém também viria a ser um celeiro de bandeirantes e Jaques Félix, explorador a mando da Condessa, fundou Taubaté, a primeira vila do Vale do Paraíba, de onde saíram os exploradores que fundaram Mariana, primeira capital mineira, e Campinas.
Devido a conflitos entre colonos e jesuítas relativos à escravização dos indígenas, em 1654, esses padres foram expulsos de Itanhaém e substituídos pelos franciscanos, os quais construíram um novo convento no Morro do Itaguaçu, popularmente conhecido como “Convento dos Franciscanos”.
 

Com a descoberta de ouro em Minas Gerais, muitos itanhaenses migraram para essas jazidas. 

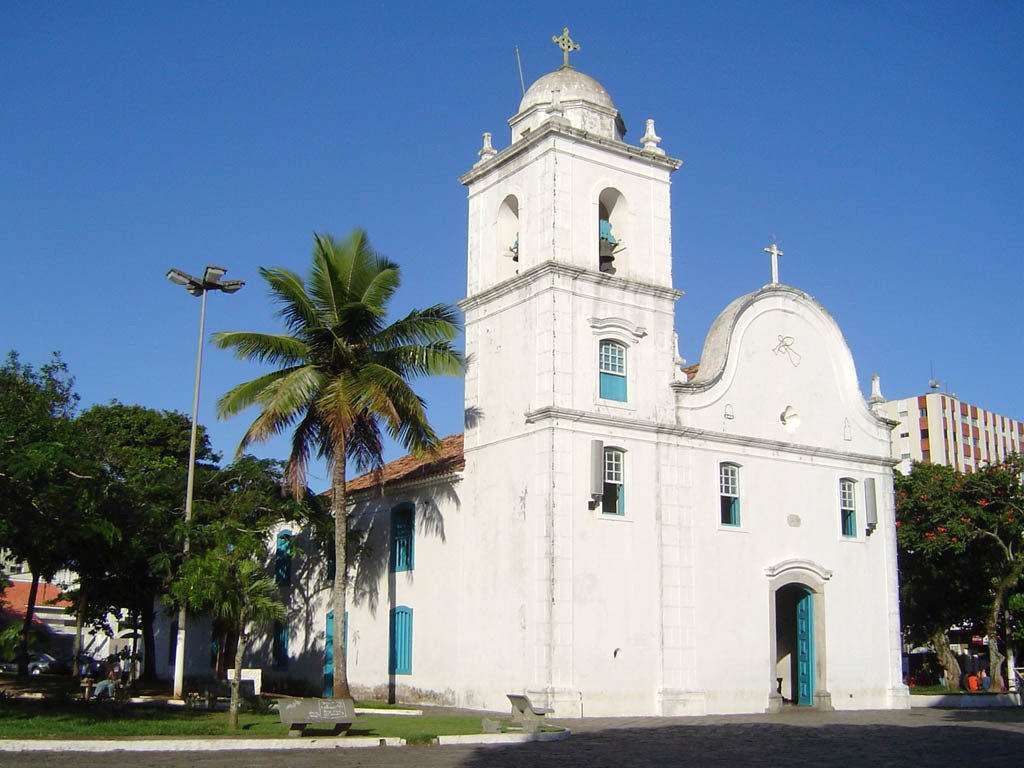
Igreja de Sant'Anna

Em 1709, o Rei João V de Portugal uniu as Capitanias de São Vicente e Itanhaém na Capitania de São Paulo e Minas de Ouro. No entanto, Itanhaém só viria a ser incorporada à Capitania de São Paulo em 1753.

### Pós-Capitania, Império e República
Em 1761, foi inaugurada a Igreja Matriz de Sant’Ana, construção iniciada em 1639, em substituição à Igreja de Santa Luzia, erguida em 1615 e destruída 20 anos depois.
Em 1888, graças à ideia de Isaías Cândido Soares e João Batista do Espírito Santo, a Câmara Municipal fundou o "Gabinete de Leitura", objetivando a levar educação aos moradores locais, levando à quase erradicação do analfabetismo em Conceição de Itanhaém ainda no século XIX.
Em 1906, Conceição de Itanhaém foi elevada à condição de cidade, tendo seu nome simplificado para Itanhaém. Dois anos depois, assumia seu primeiro prefeito, João Baptista Leal.
A pacata vila de pescadores e agricultores caiçaras que era Itanhaém no início do século XX começou a se transformar a partir dessa época, com o florescimento da bananicultura e a chegada, em 1913, da ferrovia Southern São Paulo Railway, que permitiu a chegada de turistas à cidade. Foi por meio dela, inclusive, ao receber turistas que buscavam as belas e intocadas praias, ilhas e morros, que nasceram e se desenvolveram bairros afastados, como o Bairro do Poço (atual Belas Artes), e Suarão, todos na primeira metade do século XX.
A cidade ainda fez história ao ser a primeira no estado de São Paulo, e a segunda em todo o Brasil, a ter, como prefeita eleita, uma mulher: Spasia Albertina Bechelli Cecchi, ainda em 1936.
Itanhaém perderia grandes porções de seu território para a criação dos municípios de Itariri (1948), Mongaguá (1959) e Peruíbe (1959).
Na segunda metade do século XX, com a inauguração da Rodovia Padre Manuel da Nóbrega (1961) e o consequente acesso mais fácil para outras partes do estado, houve um grande crescimento do setor imobiliário e do turismo. Ainda em 1961, a Breda Turismo passou a operar uma linha de ônibus ligando a cidade à Grande São Paulo.O município tem passado por um rápido crescimento a partir dos anos 1950, acelerado no final do século XX e primeiras décadas do século XXI.
No final da década de 1990, a linha Santos-Juquiá, antiga Southern São Paulo Railway, foi privatizada e o serviço de trem de passageiros, desativado. Em 2003, o trem cargueiro diário também foi suprimido, estando o centenário ramal de Cajati completamente abandonado e sem tráfego desde então, assim como as antigas estações ferroviárias, apesar de haver pleitos locais e regionais pedindo o retorno dos trens à região. 
Em abril de 1998, foi divulgado que Xuxa Meneghel pretendia abrir o "Xuxa Water Park", um grande parque aquático temático na cidade, na região da Chácara Cibratel, o que geraria milhares de empregos fixos para os moradores, além de fluxo constante de turistas - e não mais apenas na alta temporada. Mas, poucos meses depois, o projeto, já em fase de divulgação e com passaportes vendidos, foi embargado a pedido do Instituto Brasileiro do Meio Ambiente e dos Recursos Naturais Renováveis (IBAMA), sob a justificativa de provocar devastação em uma área de Mata Atlântica com espécies animais em risco de extinção. Com o tempo, o projeto foi engavetado, não aparecendo, após isto, outro projeto de investimento deste nível para o município.

## Geografia

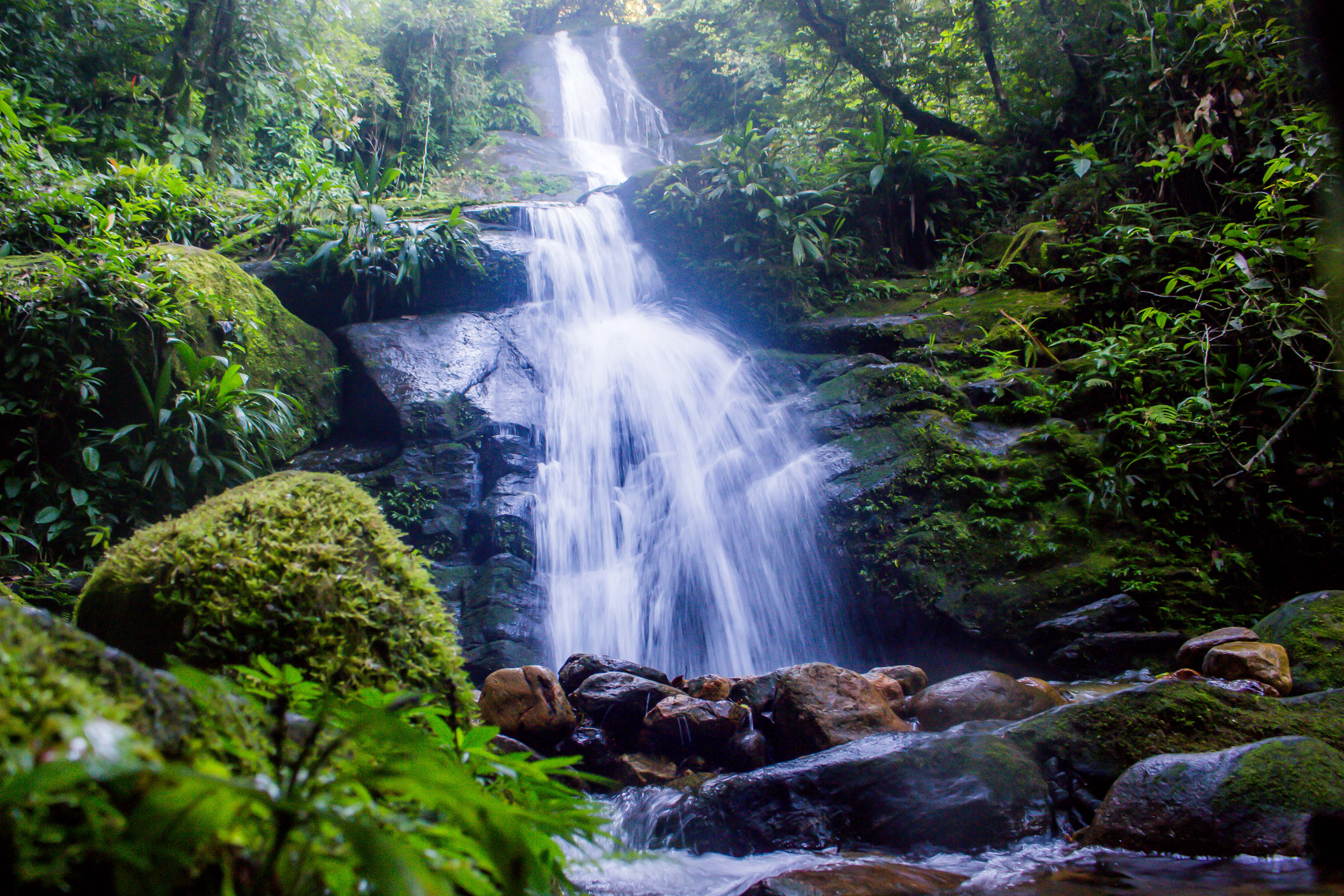
Cachoeira 3 Quedas

Situada na Região Imediata de Santos, Itanhaém tem a maior parte de seu território formada por planícies, ao nível do mar, e que se estendem  desde as praias até a base das encostas da Serra do Mar, onde atingem, no máximo, 50 metros de altitude, aproximadamente. Tais planícies são entrecortadas por morros isolados, com baixa elevação, levemente íngremes, e também por rios e  manguezais.
A Mata Atlântica, com uma área de aproximadamente 300 km², permanece com flora e fauna bem conservadas, no interior do território, especialmente na Serra do Mar. Embora quase inteiramente situado em região pouco elevada, uma pequena parte do município, já sobre o Planalto de Piratininga, difere totalmente do clima e o relevo típicos da maior parte do município. Trata-se da área ocupada por um loteamento de chácaras, denominado Terras de Santa Rosa, onde se encontram a cachoeira do Funil e o rio Mambu. Não há ligação entre Terras de Santa Rosa, demais bairros e o centro da cidade; para se locomover entre eles, é necessário retornar até o município de São Paulo, descer a Serra pelo Sistema Anchieta-Imigrantes e  atravessar boa parte dos municípios da Região Metropolitana da Baixada Santista.
Itanhaém  abriga parte da Área de Relevante Interesse Ecológico Ilhas Queimada Pequena e Queimada Grande, criada em 1985 e administrada pelo Instituto Chico Mendes de Conservação da Biodiversidade.
Seus limites são Juquitiba e a capital paulista, ao norte; São Vicente e Mongaguá, a leste; Peruíbe, a sudoeste, e Pedro de Toledo a oeste. O Oceano Atlântico fica ao sudeste do município.

### Hidrografia

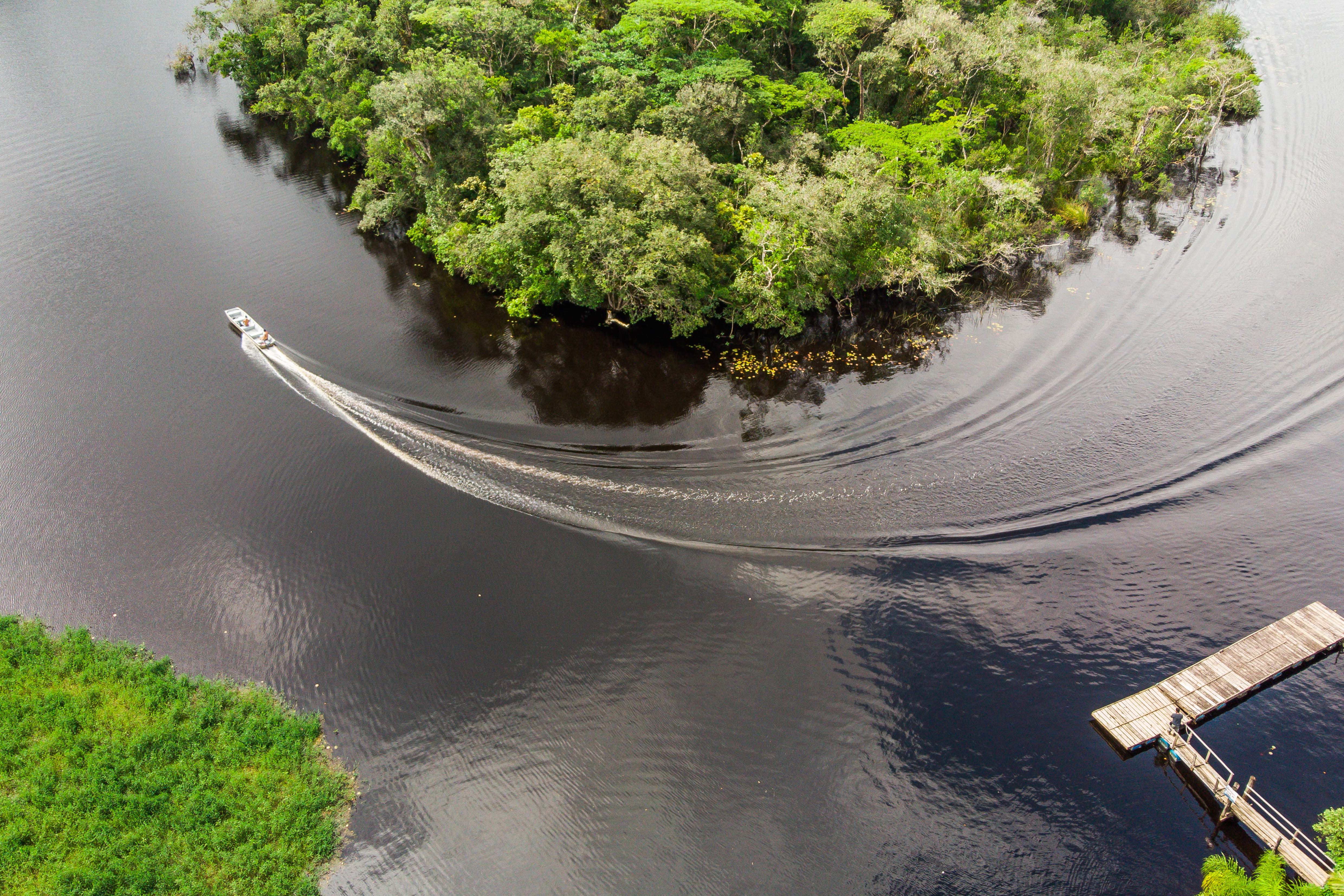
Rio Preto

O território do município é completamente cortado por rios, totalizando 912 km de bacia hidrográfica. Os principais rios são:
- Rio Itanhaém
- Rio Preto
- Rio Itariru
- Rio Aguapeú
- Rio Branco
- Rio do Poço

### Orografia
A Serra do Mar é uma encosta contínua ao fundo da cidade, que desce de nordeste para sudoeste, estando acima dela o Planalto de Piratininga, O Bairro Terras de Santa Rosa (Itanhaém), e as cidades de São Paulo e Juquitiba. Em noites encobertas com nuvens altas, é possível ver, por cima dela, o reflexo brilhante da claridade da Capital.
O sistema da Serra do Mar em Itanhaém engloba duas cadeias de serras, duas montanhas com altitude acima de 300 metros e alguns morros espalhados pelo território com menos de 300 metros de altitude, destacando-se, entre estes:
- A Serra do Guapuruvu é uma formação oriunda da Serra do Mar que se estende paralelamente em espelho a esta, desde Mongaguá, se prolongando dentro do território municipal de nordeste para sudoeste até a região do Aguapeú. Entre a Serra do Mar e a Serra do Guapuruvu se forma o Vale do Rio Branco, e no fim deste, na divisa de município com Itanhaém, a Capital São Paulo possui o único trecho de todo seu território praticamente a nível do mar. A palavra Guapuvuru às vezes é registrada com grafias diferentes, tais como Guaperuvu, Guapevuru, ou outras, porém, o mais provável é que o correto seja mesmo Guapuruvu, um nome indígena de uma árvore encontrada na região;
- O Monte Gy é uma formação com mais de 300 metros de altitude até seu topo, localizada isoladamente no meio do território do município, margeando ao norte o Rio Preto e destacando-se ao fundo do Rio Itanhaém;
- O Monte Mambu, também com seu ponto mais alto ultrapassando os 300 metros de altitude, está localizado entre o Rio Tambotica e o Rio Branco, próximo à Serra do Guapuruvu e a Serra do Mar. Do centro da cidade, pode se ver o Monte Mambu à direita do Monte gy, um pouco mais atrás e mais distante que este;
- O Morro do Aguapeú, também conhecido como Morro Grande, é uma elevação alongada, com seu ponto mais alto pouco abaixo dos 300 metros de altitude, que se estende de sudoeste a nordeste, ao fundo das praias do Suarão e Loty, como uma muralha seguindo paralelamente à Rodovia Padre Manoel da Nóbrega, desde a divisa com Mongaguá. Entre a Serra do Guapuruvu e o Morro do Aguapeú, fica o Vale do Aguapeú, por onde corre o Rio Aguapeú;
- O Morro do Paranambuco fica localizado à beira mar entre a Praia de Cibratel e a Praia das Conchas. Muito buscado pelo panorama, pela pesca nas rochas à beira-mar e por oferecer a Tirolesa com uma vista maravilhosa;
- O Morro do Costão está localizado entre a Praia das Conchas e a Praia do Sonho. Em seu lado costeiro se encontram a Gruta da Santa, a Passarela de Anchieta (eleita uma das Nove Maravilhas Turísticas da Baixada Santista), e a Cama de Anchieta;
- O Morro do Piraguava, também chamado Morro do Piraguira, está localizado entre a Praia do Sonho, a Praia dos Pescadores, o Belas Artes e o Mangue do Piaguava;
- O Morro do Itaguaçu, ou Morro do Convento, se localiza no centro da cidade, e em seu alto ficam as ruínas do Convento dos Franciscanos. A Vila original, fundada por Martim Afonso de Sousa em 1532, foi estratégicamente fundada aos pés deste Morro;
- O Morro do Sapucaitava fica na margem oriental da foz do Rio Itanhaém. À beira mar, é visível a dezenas de quilômetros de distância, e foi utilizado como marco pelos antigos viajantes para localização e cálculo de distância para Itanhaém. Possui uma trilha que leva a um mirante.

### Clima

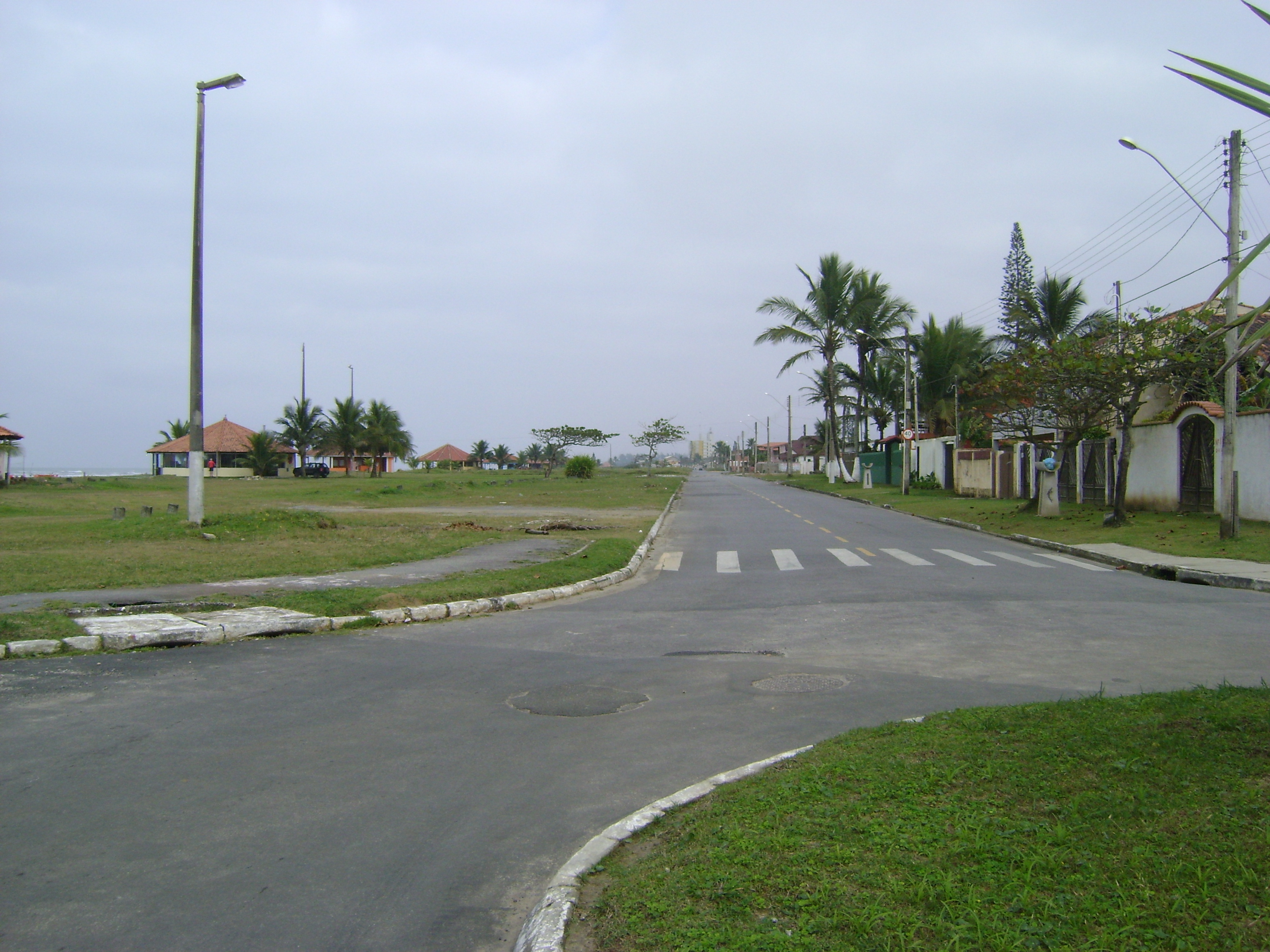
Uma das típicas rotatórias das praias de Itanhaém num dia de inverno.

O clima de Itanhaém é o subtropical úmido, sem meses secos, com verões quentes e invernos brandos, sendo o mês mais quente janeiro, com uma média de 25 °C e o mais frio julho, com uma média de 17 °C.

### Rodovias
Há uma Rodoviária Interestadual ligando a cidade tanto a outros municípios da Região Metropolitana da Baixada Santista, quanto à capital São Paulo, a Osasco, São Bernardo do Campo, assim como a cidades do Vale do Ribeira e até dos estados do Paraná e de Santa Catarina, tais como Curitiba, Florianópolis e Joinville.
- Rodovia Padre Manuel da Nóbrega (SP-55) (ligando a Baixada Santista ao Vale do Ribeira;
- SP-40 Rodovia Itanhaém - Capital (SP-40) (ligando a Rodovia Padre Manuel diretamente ao Rodoanel Mário Covas, projeto autorizado mas não iniciado)

### Ferrovias
O município é servido pela Linha Santos-Juquiá da antiga Estrada de Ferro Sorocabana, mas encontra-se abandonado atualmente tanto para transporte de passageiros quanto para o de cargas; porém, há decisões judiciais recentes ordenando que a Concessionária reative a ferrovia nos próximos anos, ao menos para o transporte de cargas.

## Demografia

### População
| Crescimento populacional                             | Crescimento populacional | Crescimento populacional | Crescimento populacional |
| Ano                                                  | População Total          |                          | %±                       |
| ---------------------------------------------------- | ------------------------ | ------------------------ | ------------------------ |
| 1872                                                 | 1 566                    |                          |                          |
| 1890                                                 | 2 358                    |                          | 50,6%                    |
| 1900                                                 | 2 049                    |                          | −13,1%                   |
| 1910                                                 | 2 938                    |                          | 43,4%                    |
| 1920                                                 | 4 227                    |                          | 43,9%                    |
| 1925                                                 | 4 918                    |                          | 16,3%                    |
| 1934                                                 | 9 046                    |                          | 83,9%                    |
| 1937                                                 | 9 670                    |                          | 6,9%                     |
| 1940                                                 | 10 878                   |                          | 12,5%                    |
| 1946                                                 | 11 233                   |                          | 3,3%                     |
| 1950                                                 | 7 135                    |                          | −36,5%                   |
| 1958                                                 | 13 113                   |                          | 83,8%                    |
| 1960                                                 | 7 365                    |                          | −43,8%                   |
| 1970                                                 | 14 515                   |                          | 97,1%                    |
| 1980                                                 | 27 464                   |                          | 89,2%                    |
| 1991                                                 | 46 074                   |                          | 67,8%                    |
| 2000                                                 | 71 995                   |                          | 56,3%                    |
| 2010                                                 | 87 057                   |                          | 20,9%                    |
| 2022                                                 | 112 476                  |                          | 29,2%                    |
| Est. 2024                                            | 117 435                  | [ 33 ]                   | 4,4%                     |
| Fontes: Censos Demográficos IBGE e Estimativas SEADE |                          |                          |                          |

Censo 2022
População total: 112.476 hab.
- Homens: 54.092 (48,1%)[29]
- Mulheres: 58.384 (51,9%)[29]

Densidade demográfica: 186,93 hab./km²
Taxa de urbanização: 98,93% (111.273 hab.)
Taxa de alfabetização: 95,92%
Mortalidade infantil (até um ano de idade): 9,04 por mil nascidos vivos
Censo 2010
Expectativa de vida: 74,36 anos
Taxa de fecundidade: 2,26 filhos por mulher
Índice de Desenvolvimento Humano (IDH-M): 0,745
- IDH-M Renda: 0,716
- IDH-M Longevidade: 0,823
- IDH-M Educação: 0,701

### Religião

Vista da Praça Carlos Botelho e da Igreja Matriz de Sant’Anna, 1963

O cristianismo se faz presente na cidade da seguinte forma:Itanhaém pertence à Área Pastoral da Diocese de Santos.
Entre as igrejas protestantes históricas, pentecostais e neopentecostais, encontram-se na cidade:
- Assembleia de Deus Ministério do Belém.[44][45]
- Congregação Cristã no Brasil.[46]

## Política e administração

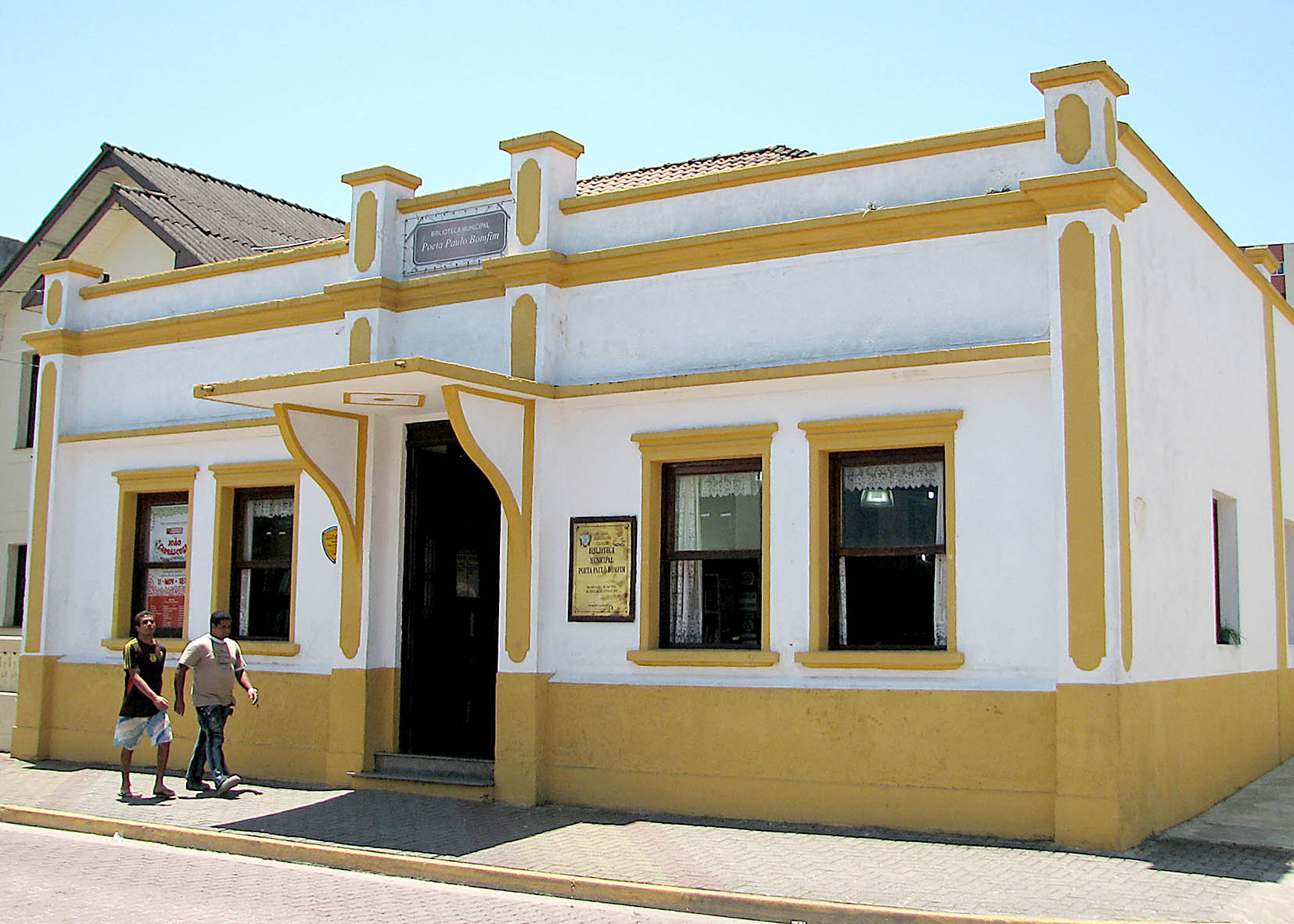
Biblioteca Municipal Poeta Paulo Bonfim

Itanhaém foi elevado à condição de vila em abril de 1561, tendo desde então, em sua vida política, uma Câmara de Vereadores. O poder Executivo Municipal foi administrado por Prefeitos ou Intendentes eleitos indiretamente pela Câmara de Vereadores, no período entre 1908 e 1947. A partir de 1948, o Poder Executivo vem sendo administrado por Prefeitos eleitos diretamente pela população.
O primeiro prefeito de Itanhaém foi João Baptista Leal, que governou de 1908 a 1915. O primeiro Prefeito eleito por voto direto foi Harry Forssell, para governar entre 1948 e 1951. O prefeito que governou por mais tempo foi Miguel Simões Dias, que em dois mandatos, administrou por praticamente 9 anos o município. O prefeito mais jovem ao assumir foi Totó Mendes, com apenas 26 anos de idade ao assumir a Prefeitura em 1926. Por fim, Itanhaém foi inovadora ao eleger ainda em 1936, pela primeira vez em todo Estado de São Paulo, uma mulher para prefeita, Spasia Albertina Bechelli Cecchi.

## Infraestrutura

### Transportes
O município possui linhas municipais, além do apoio auxiliar de pequenas linhas turísticas. Possui ainda linhas de ônibus intermunicipais ligando a outras cidades da Baixada Santista, como São Vicente, Santos e Peruíbe, ou do Vale do Ribeira, como Pedro de Toledo.
A cidade possui um aeroporto estadual, o Aeroporto de Itanhaém, capacitado para receber pequenos aviões e helicópteros, e é atualmente usado principalmente para o transporte de funcionários da Petrobrás para os poços de exploração do pré-sal em alto-mar na Bahia de Santos. Mas já há projetos para a ampliação do aeroporto para o transporte de voos de passageiros em grande escala.
Desde dezembro de 2020, a Azul Linhas Aéreas tenha uma linha de voo comercial de passageiros ligando a cidade até a Capital de São Paulo. Em 18 de dezembro de 2020, foi realizado o primeiro voo comercial da história da cidade e do aeroporto, trazendo o então Prefeito Marco Aurélio do Aeroporto de Congonhas.

### Comunicações
O sistema de telefones automáticos foi inaugurado na cidade em 1961 pela Cia. Telefônica de Itanhaém. Já o sistema de discagem direta à distância (DDD) foi implantado em 1979 pela Telecomunicações de São Paulo (TELESP) com o código de área (0132).
Na década de 90 o código DDD da cidade foi alterado para (013), para padronização do sistema telefônico com a telefonia celular que estava sendo implantada em todo o estado.

## Cultura e lazer

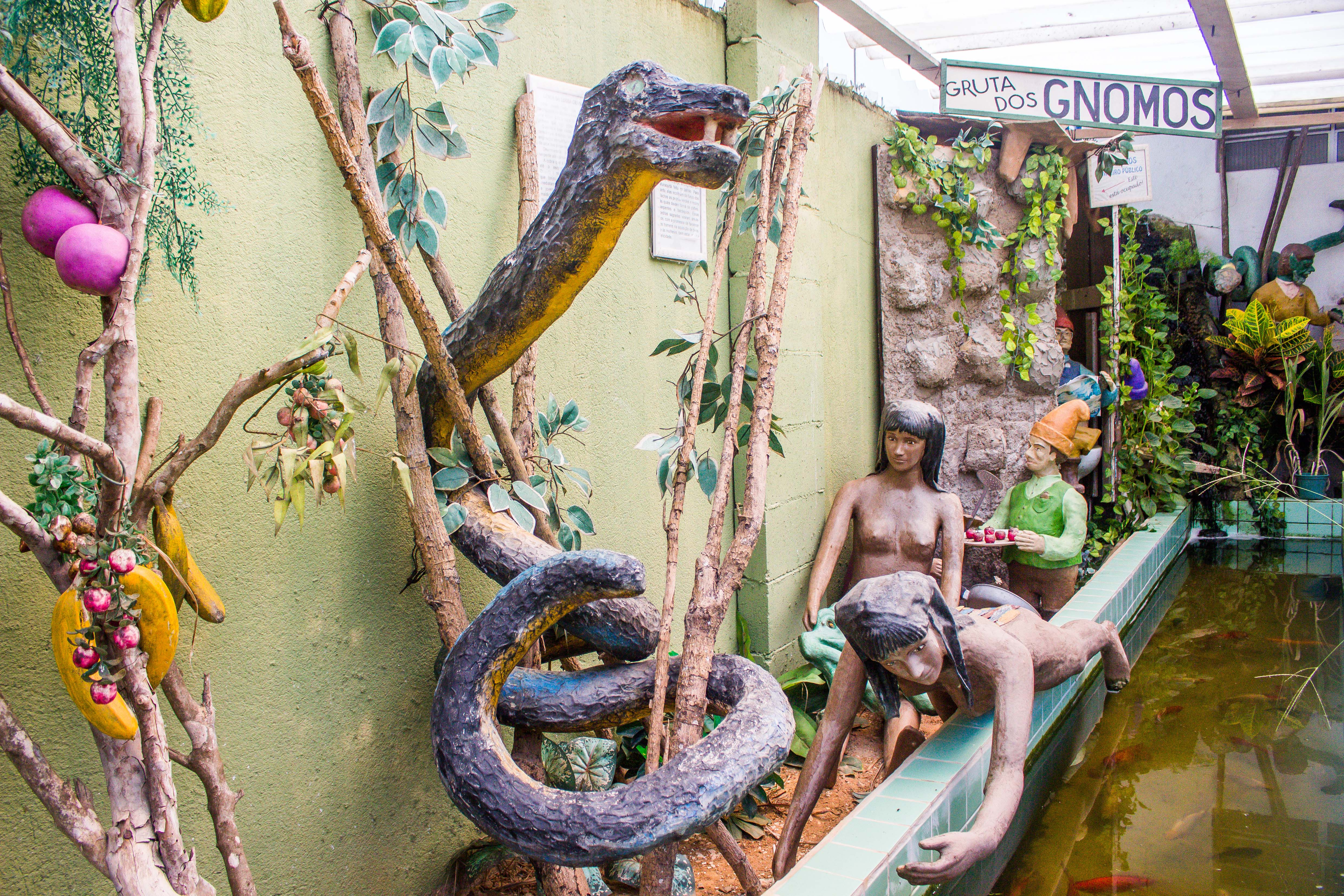
Jardim das Lendas

A cidade oferece cursos gratuitos de Dança, Música e Artes marciais para os munícipes. Itanhaém possui Escolas de Samba de bairro e desfile durante o Carnaval. Há várias festas típicas festejadas anualmente, geralmente de cunho religioso Católico Romano, realizadas com apoio da Prefeitura, como Pentecostes, Corpus Christi, em homenagem a São José de Anchieta, a Nossa Senhora da Conceição, entre outras. Frequentemente há shows em datas específicas, no novo Parque Turístico Amazônia Paulista. Uma das marcas da cidade é a tradicional Banda Marcial Municipal de Itanhaém.